# 1-cloroheptano
El 1-cloroheptano, también llamado cloruro de heptilo, es un compuesto orgánico de fórmula molecular C7H15Cl. Es un haloalcano lineal de siete carbonos con un átomo de cloro unido a uno de los carbonos terminales.

## Propiedades físicas y químicas
A temperatura ambiente, el 1-cloroheptano es un líquido incoloro cuyo punto de ebullición es 159 °C y su punto de fusión -69,5 °C.
Posee una densidad inferior a la del agua, de ρ = 0,881 g/cm³, y su vapor es 4,64 veces más denso que el aire. Su viscosidad a 20 °C es de 0,96 cP, prácticamente igual a la del agua.
El valor del logaritmo de su coeficiente de reparto, logP = 4,15, denota que es mucho más soluble en disolventes apolares que en disolventes polares. Así, en agua es prácticamente insoluble, apenas 14 mg/L.

En cuanto a su reactividad, el 1-cloroheptano es incompatible con agentes oxidantes fuertes.

## Síntesis
El 1-cloroheptano se obtiene haciendo reaccionar 1-heptanol con ácido clorhídrico en presencia de cloruro de zinc como catalizador; el rendimiento del proceso aumenta si se usa, en vez de cloruro de zinc, una sal cuaternaria de fosfonio unida a resina orgánica o trifásica.
Otra forma de preparar este cloroalcano parte también de 1-heptanol, el cual es añadido a cloruro de tionilo (SOCl2); la mezcla de reacción se lleva luego a reflujo durante cuatro horas.
La clorodescarboxilación de ácido octanoico, empleando acetato de plomo (IV) combinado con cloruro de amonio, permite obtener 1-cloroheptano con un rendimiento del 62%.
Igualmente, la descarboxilación del cloroformiato de heptilo, empleando como catalizador dimetilformamida (DMF), produce 1-cloroheptano con un rendimiento del 83%.
Por otra parte, la fotocloración de heptano con cloro produce los cuatro isómeros de cloroheptano, 1-, 2-, 3- y 4-cloroheptano. La proporción de dichos isómeros se ve directamente afectada por el uso de un disolvente u otro; en concreto, la formación de 1-cloroheptano se favorece cuando no se utiliza disolvente, pero tampoco en este caso es el producto mayoritario.

## Usos
Partiendo del 1-cloroheptano se obtiene 1-heptanamina (con un rendimiento del 50,5%), diheptilamina y triheptilamina, reacción que tiene lugar en fase vapor añadiendo amoniaco sobre un catalizador de óxido de magnesio a 310 °C.
El 1-cloroheptano puede oxidarse a 1-heptanal usando dimetilsulfóxido (DMSO). Esta oxidación se facilita añadiendo el cloroalcano a un exceso de DMSO presencia de un aceptor de ácido, generalmente bicarbonato de sodio o colidina.
Por otra parte, se puede sintetizar 1-bromoheptano por tratamiento del 1-cloroheptano con bromuro de hidrógeno acuoso a 130 °C, alcanzándose un rendimiento del 93%.

## Precauciones
El 1-cloroheptano es un compuesto combustible que tiene su punto de inflamabilidad a 41 °C. Sus vapores pueden formar mezclas explosivas con el aire cuando se calienta por encima de dicho punto.
Su temperatura de autoignición se alcanza a los 220 °C.
Esta sustancia puede provocar irritación si se ingiere, inhala o entra en contacto con la piel.